# ویلیام بانس
ویلیام بانس (انگلیسی: William Bunce؛ زادهٔ ۱ آوریل ۱۸۷۷) بازیکن فوتبال اهل بریتانیا است.
از باشگاه‌هایی که او در آن بازی کرده‌، می‌توان به باشگاه فوتبال استوک‌پورت کانتی و باشگاه فوتبال منچستر یونایتد اشاره کرد.